# Богуслаєв Вячеслав Олександрович
Вячесла́в Олекса́ндрович Богусла́єв (28 жовтня 1938 , Уральськ ) — колишній український проросійський політик, депутат 5-го, 6-го, 7-го та 8-го скликань Верховної ради, доктор технічних наук, професор. Російський колаборант. 24 жовтня 2022 року був заарештований СБУ, звинувачений у державній зраді.
До березня 2013 року — керівник ПАТ «Мотор Січ», власник 14,99 % акцій компанії. Статки — $319 млн (2012). Розпорядженням Кабінету Міністрів України № 906-р від 2012 року отримав повноваження генерального конструктора зі створення та модернізації вертолітної техніки.
Член правління Українського фонду культури. Академік АІНУ, Академії транспорту РФ, Академії наук авіації та повітроплавання.
Почесний доктор Міжнародної кадрової академії, почесний доктор аерокосмічного університету «Харківський авіаційний інститут», почесний професор.
Підписав звернення про визнання «геноциду поляків» українцями під час Волинської трагедії.
Власник «Мотор-банку».

## Освіта
З грудня 1961 до грудня 1965 навчався в Запорізькому машинобудівному інституті, факультет «Авіадвигуни», здобув фах за спеціальністю «інженер-механік».

## Кар'єра
Після Вишу повернувся до рідного Уральська, де працював помічником машиніста на заводі ім. Ворошилова (нині «Зеніт»). Проходив військову службу у війську, як строковик.
З вересня 1960 — слюсар авторемонтних майстерень, Уральськ.
З вересня 1961 до 1962 — слюсар, п/с 18, Запоріжжя.
З лютого 1966 до 1969 — інженер-конструктор Запорізький моторобудівний завод (нині входить до структури «Мотор Січ»). 1969–1973 — начальник відділу.
1973—1988 — директор на Волочиському машинобудівному заводі (нині входить до структури «Мотор Січ»).
З березня 1988 до 1991 — генеральний директор об'єднання заводів.
1991–1994 — генеральний директор підприємства «Мотор Січ». З червня 1994 до травня 2006 — голова правління, генеральний директор, ВАТ «Мотор Січ».
4 грудня 2012 року подав заяву на звільнення з посади голови ради директорів ПАТ «Мотор Січ», через неприпустимість сумісності з посадою народного депутата. 7 березня 2013 року заяву було задоволено.

## Політика
Президент міжрегіональної асоціації промисловців України (1992). Президент міської асоціації «Співдружність».
З серпня 1993 до 1994 року — позаштатний радник 1-го Президента України Леоніда Кравчука.
У 1999 році — довірена особа кандидати у Президенти України Леоніда Кучми у територіальному виборчому окрузі.
У 2004—2005 роках — довірена особа кандидата на Президента України Віктора Януковича.
У березні 1998 року був кандидатом у народні депутати України від виборчого блоку «Партія праці та Ліберальна партія — разом!», № 3 в списку. На час виборів: голова правління, генеральний директор АТ «Мотор Січ» (Запоріжжя), член Партії праці. Партія не здобула місць.
З квітня 2006 до листопада 2007 року — Народний депутат України 5-го скликання від Партії регіонів, № 5 в списку. На час виборів: голова правління ВАТ «Мотор Січ», член ПР. Член фракції Партії регіонів (з травня 2006). Голова підкомітету з питань законодавчого забезпечення оборони держави, оборонно-промислового комплексу, військового та військово-технічного співробітництва Комітету з питань національної безпеки і оборони (з липня 2006).
Народний депутат України 6-го скликання з листопада 2007 до листопада 2012 року від Партії регіонів, № 11 в списку. На час виборів: народний депутат України, член ПР. Член фракції Партії регіонів (з листопада 2007). Заступник голови Комітету з питань національної безпеки і оборони (з грудня 2007).
Народний депутат України 7-го скликання з грудня 2012 до листопада 2014 року, виборчій округ № 77, Запорізька область, від Партії регіонів. «За» 50,11 %, 5 суперників. На час виборів: народний депутат України, член Партії регіонів. Член фракції Партії регіонів (з грудня 2012). Заступник голови Комітету з питань промислової та інвестиційної політики (з грудня 2012).
Народний депутат України 8-го скликання з листопада 2014 року, в.о. № 77, Запорізька область, самовисування. На час виборів: народний депутат України. 53,74 %. Член депутатської групи «Воля народу». Член Комітету з питань національної безпеки і оборони.
Кандидат у народні депутати на парламентських виборах 2019 року (виборчій округ № 77, Шевченківський район, частина Олександрівського району Запоріжжя). Програв кандидату від партії «Слуга народу» Сергію Штепі.

## Розслідування

### До 2022
Один зі співавторів звернення депутатів від Партії регіонів і КПУ до польського Сейму щодо визнання Волинської трагедії «геноцидом поляків».
19 липня 2013 року набуло поширення відео з одного з московських нічних клубів, де 74-річний нардеп перебував у компанії 21-літньої дівчини, що масажувала йому геніталії через одяг.

### 2022
Під час російсько-української війни ПАТ «Мотор Січ» через російські підприємства, якими володів Богуслаєв, продовжував постачати деталі для літаків і вертольотів ЗС РФ, це продовжувалося й під час повномасштабного вторгнення РФ до України.
У квітні Богуслаєв наказав працівникам «Мотор Січ» зняти лопаті з гелікоптерів Мі-2, сховати їх, і розібрати повітряне судно на деталі та приховати експлуатаційну документацію на нього.
22 жовтня Богуслаєва з начальником Департаменту зовнішньо-економічної діяльності цього підприємства було затримано СБУ в рамках розслідування щодо незаконного постачання товарів військового призначення для російської штурмової авіації. Їм оголошено про підозру за колабораційну діяльність та пособництво агресору. На початку повномасштабної війни, після звернення українських військових, Богуслаєв наказував співробітникам приховати документи від гелікоптерів, щоби ЗСУ не могли скористатись технікою.
23 жовтня СБУ оголосила Богуслаєву підозру про державну зраду. Він і начальник Департаменту зовнішньо-економічної діяльності «Мотор Січ» причетні до передачі окупантам товарів військового призначення, зокрема авіадвигунів, для штурмової авіації РФ. Їм було оголошено про підозру за двома статтями КК України, а саме ст. 111-1 (колабораційна діяльність) та ст. 111-2 (пособництво державі агресору).
СБУ при обшуках у Богуслаєва виявила герб, документи та нагороди РФ. Серед них:
- посвідчення «Федеральної служби з військово-технічного співробітництва (ФСВТС РФ)»;
- нагороду РФ — медаль ФСВТС Росії «За отличие»;
- посвідчення «Загальноросійської громадської організації „Академія проблем безпеки, оборони та правопорядку“ (АБОП)»[20].

24 жовтня СБУ опублікувала аудіозаписи розмов президента «Мотор Січ», які підтверджують його співробітництво з ворогом. Того ж дня, Богуслаєва було взято під варту.
4 листопада Офіс генпрокурора повідомив про арешт майна керівників «Мотор Січ» на майже 1 млрд грн. Зокрема, накладено арешт на майно підозрюваного у держзраді Богуслаєва та начальника Департаменту зовнішньоекономічної діяльності підприємства. Серед арештованого — 100 % корпоративних прав фінустанови ПАТ «Мотор Банк», яка належить Богуслаєву, акції кількох українських підприємств.
24 листопада СБУ повідомила, що розшукала активи президента АТ «Мотор Січ» на сотні мільйонів гривень. Це майно намагалися приховано вивезти з України, щоб уникнути його арешту у межах кримінального провадження. Серед вилученого — раритетні автомобілі та вогнепальна зброя, а також Скіфське золото і предмети античних часів та Київської Русі.
28 листопада наказом Міністра оборони України були внесені зміни до Статуту ПАТ «Мотор Січ», достроково припинено повноваження членів Наглядової ради, Голови та Членів Ради директорів. Також, було припинено повноваження та звільнено з посади президента акціонерного товариства Богуслаєва.

### 2023
У лютому Богуслаєву оголосили підозру за співпрацю з терористами з ДНР.
У березні журналісти Схем опублікували записи розмов Богуслаєва з представниками російського ВПК під час повномасштабної війни, де той скаржиться на мародерство окупантів (зокрема, вивезення сільгоспобладнання та зерна з підприємства Богуслаєва на Херсонщині) та на ракетні обстріли армією РФ.
20 березня Богуслаєв направив заяву на ім'я керівника Офісу президента Андрія Єрмака з проханням включити його в списки на обмін з Росією. У документі стоїть його підпис з приміткою: «Богуслаєв, пенсіонер, інвалід 1-ї групи». В Україні Богуслаєву інкримінують посібництво державі-агресору, колабораційну діяльність, сприяння діяльності терористичної організації та протидію ЗСУ.
19 червня Київський апеляційний суд залишив без змін запобіжний захід перебування під вартою колишньому президентові «Мотор Січі» В'ячеславу Богуслаєву, який підозрюється в пособництві державі-агресору.
18 жовтня справу Богуслаєва щодо постачання українських двигунів та запчастин до росії передали до суду. Його активи та майно інших фігурантів справи на понад 12 млрд грн було заарештовано.
30 листопада представники НАБУ та САП затримали 4 суддів Апеляційного суду Києва, на отриманні хабаря у $35 тис. Вони повинні були скасувати арешт майна в справі Богуслаєва. У грудні суд продовжив арешт без права на заставу до 5 січня 2024 року.

### 2024
Суд продовжив запобіжний захід Богуслаєву та його спільнику щонайменше до 10 червня 2024 року, після чого термін було подовжено до 19 липня.
31 липня 2024 року, відповідно до рішення ВАКС майно В'ячеслава Богуслаєва та Петра Кононенка стягнуто в дохід держави та передано до державного управління. Зокрема мовиться про частки або 100 % компаній Богуслаєва: ТОВ «Золота айстра», ТДВ "Страхова компанія «Мотор-Гарант», ТОВ «Вінницький авіаційний завод», ОВ «Вертольоти МСБ», АТ «Мотор-Банк» та ПрАТ «Азов Трейд-ХХІ». А також вся нерухомість та земельні ділянки розташовані у Запоріжжі або області. Тоді як частки компаній, які належали Кононенку — це ТОВ «Жекон», ТОВ «Перспектива-високі технології» та ПрАТ «Промзапал». Крім того, у дохід держави стягнуті грошові кошти В'ячеслава Богуслаєва. Мовиться про кошти у розмірі більше як 633 млн грн.

## Санкції
Проводив політику, що загрожувала територіальній цілісності, суверенітету та незалежності України.
25 лютого 2023 доданий до списку санкцій ЄС.
2 березня 2023 року доданий до санкційного списку Швейцарії.
30 березня 2023 року внесений до санкційного переліку України.

## Інше
- 2000—2022 — у Волочиську на Хмельниччині існувала вулиця Богуслаєва, але після викриття його в державній зраді, 2 листопада 2022 року вулицю було перейменовано на Привокзальну.

## Нагороди
- Герой України (з врученням ордена Держави, 19 січня 2000, позбавлений)[49]
- Лауреат Державної премії України в галузі науки і техніки (2001), премії РМ СРСР, позбавлений[49]
- Ордени Трудового Червоного Прапора, «Знак Пошани», Почесна відзнака Президента України (09.1996), «За заслуги» II (08.1998), I ст. (09.1999, позбавлений)[49]
- Орден князя Ярослава Мудрого III ст. (28 жовтня 2013)[50], позбавлений[49]
- Орден князя Ярослава Мудрого IV ст. (24 серпня 2012)[51], позбавлений[49]
- Орден князя Ярослава Мудрого V ст. (23 червня 2009)[52], позбавлений[49]
- звання «Почесний доктор Національної академії наук України» (2021)[53], позбавлений[49]
- Медалі: «За доблесну працю до 100-річчя з дня народження Леніна», «Ветеран праці», позбавлений[49]
- Почесний громадянин Запоріжжя[54]. Позбавлений 18 березня 2023 року[55][49]

## Статки
Журнал «Forbes» у 2012 році оцінив його статки у $319 млн, № 24 в Україні.

## Родина
- Богуслаєв Олександр Ілліч (нар.1907 — пом.1988) — батько.
- Анастасія Іванівна (нар.1914 — пом.2012) — мати.
- Олена Серафимівна (нар.1946) — дружина, пенсіонерка, в минулому вчитель російської мови та літератури[7]
- Олександр Вячеславович Богуслаєв (нар.1978) — син, за освітою — інженер. 2 травня 2025 року стало відомо про його затримання французькими правоохоронцями у Монако[57][58]. СБУ та Офіс Генерального прокурора підозрює його в незаконному привласненні та продажу контрольного пакету заводу «Мотор Січ» за $650 млн[59]. СБУ заарештувала активи Олександра на 500 млн грн[60]

Мешкав в селищі Сонячне Запорізького району Запорізької області.